# Nikołajewskaja (Kraj Krasnodarski)
Nikołajewskaja (ros. Николаевская) – stanica w Rosji, w Kraju Krasnodarskim, w rejonie uspieńskim. W 2010 liczyła 1547 mieszkańców.